# ABC (vírus de computador)
O ABC é um vírus de computador descoberto em outubro de 1992 em sistemas DOS. Teve origem na USSR.

## Características
Infecta ficheiros EXE e pode alterar tanto ficheiros COM como EXE. Fica residente na memória, abaixo do limite dos 640KB do DOS e captura os interrupts 16 e 1C. Fica ativo no dia 13 de cada mês. O vírus altera e infecta os ficheiros à medida que são executados.

Após a infeção, a memória livre diminuirá em aproximadamente 8960 bytes. Alterados, mas não infetados, os ficheiros COM e EXE terão um acréscimo de 4 a 30 bytes no tamanho. Os ficheiros EXE infetados (ficheiros COM nunca são infectados) terão um aumento em tamanho de 2952 a 2972 bytes, com o ABC estando no fim do ficheiro EXE infectado. Não existem cadeias de caracteres visíveis no código do vírus do ficheiro infetado, mas os textos seguintes encontram-se encriptados na cópia inicial do vírus:
```
ABC_FFEA
Minsk 8.01.92
ABC
```

## Sintomas
O vírus causa a repetição de entradas do teclado. Combinações de duas mesmas letras poderão provocar esse comportamento: "zoo" torna-se "zooo". Além disso, o sistema pode travar quando alguns programas são executados.

## Outras denominações
- ABC-2378
- ABC.2378
- ABC.2905
- ABC-2918
- ABC-2918B